# سولهان
سولهان (به ترکی استانبولی: Solhan) شهری است در کشور ترکیه که در استان بینگول واقع شده‌است. جمعیت این شهر بر اساس سرشماری سال ۲۰۰۸ میلادی ۱۵٬۹۵۰ نفر و بر اساس برآوردهای سال ۲۰۰۹ میلادی ۱۴٬۰۰۵ نفر می‌باشد.